# 그뢰나 룬드

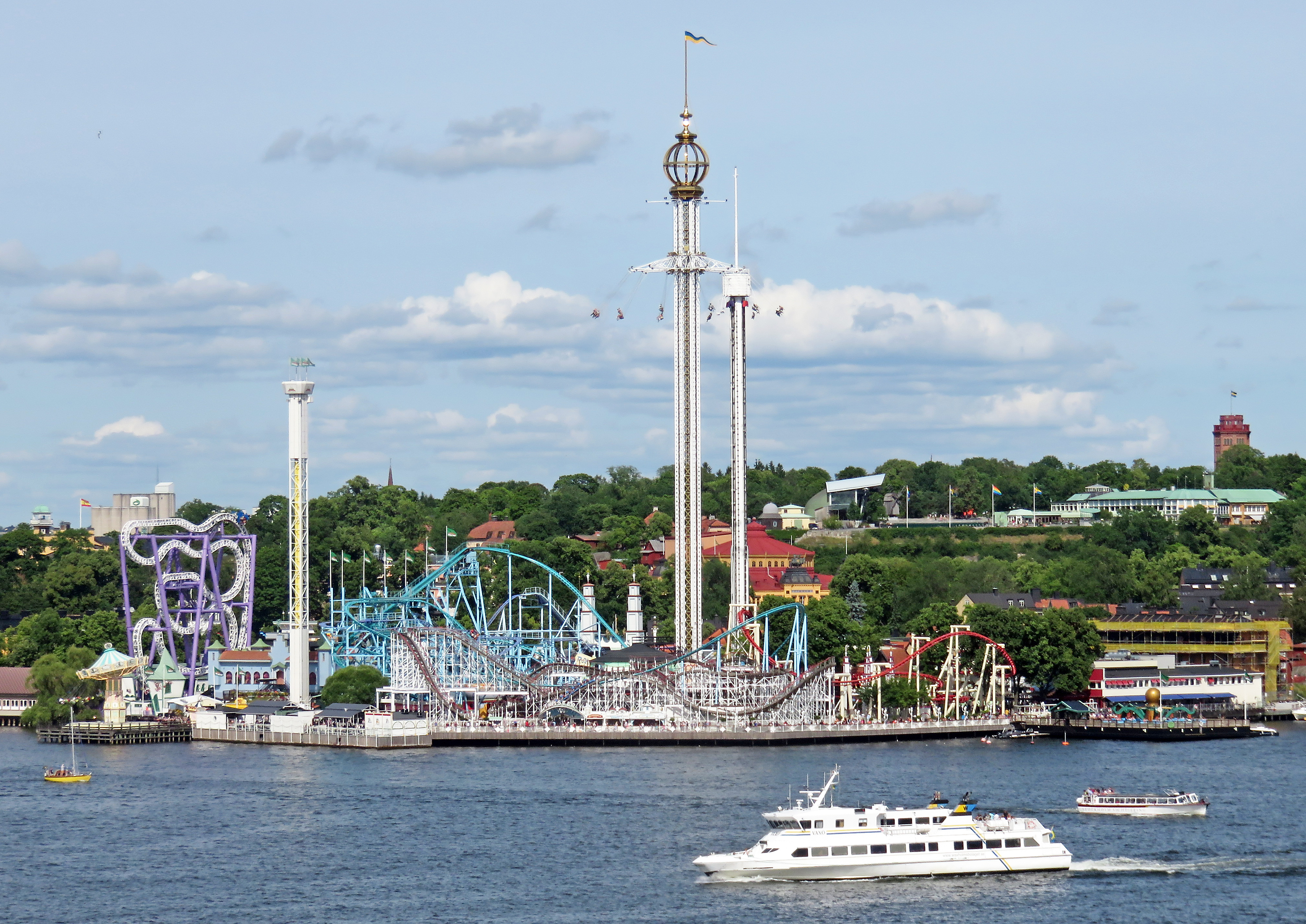
그뢰나 룬드

그뢰나 룬드(스웨덴어: Gröna Lund)는 스웨덴 스톡홀름의 유르고르덴 섬(Djurgården)에 위치한 놀이공원이다. 유르고르덴 섬의 해안 지대에 위치한다.
1883년 독일 출신의 야코프 슐타이스(Jacob Schultheiss)에 의해 개관했다. 7개의 롤러코스터 등 각종 놀이기구가 들어서 있다. 놀이공원 뿐만 아니라 가수들의 공연장으로 사용되기도 한다.

## 같이 보기
- 스칸센
- 리세베리